# Calydna caieta
Calydna caieta is een vlindersoort uit de familie van de prachtvlinders (Riodinidae), onderfamilie Riodininae.
Calydna caieta werd in 1854 beschreven door Hewitson.